# ストレイン 沈黙のエクリプス
『ストレイン 沈黙のエクリプス』 (The Strain) は、2014年7月13日よりFXチャンネルで放送されたアメリカ合衆国のホラーテレビドラマシリーズである。コリー・ストールが主演を務める。

## 概要
アメリカ疾病予防管理センター(CDC)の疫学者を主人公とし、長年にわたり人類をヴァンパイア(ストリゴイ)に変えようとしてきた勢力との戦いをニューヨークを舞台に描く。
ギレルモ・デル・トロとチャック・ホーガンにより、2人の共作による小説シリーズ『ザ・ストレイン』（『沈黙のエクリプス』）シリーズ三部作に基づいて製作されている。2人はパイロット版の脚本も書き、デル・トロが監督を務めている。
2014年より4シーズン46エピソードが放送されて終了した。
日本ではAmazonビデオによって配信されている。

## あらすじ

### シーズン1のあらすじ
ベルリン発の航空機がニューヨークに到着して停止し、管制官の呼びかけにも応答しない。アメリカ疾病予防管理センターのエフは同僚で恋人のノーラとともに機内に入り、210人の乗員乗客中4人以外が謎の死を遂げているのを発見する。機内にあった謎の大きな棺は、ギャングのガスに持ち出され行方不明となる。
生存者と死者は体内に謎の虫を抱えてやがて変成し、家族を始めとする他人を襲って血を吸う。被害者も虫に感染してやがて変成しヴァンパイアの仲間は増殖し始める。
かつてナチ収容所にいたユダヤ人の老人セトラキアンが現れてエフにストリゴイと呼ぶ変成者のことを教える。ストリゴイは斬首するか脳を破壊すれば死に、日光(紫外線)と銀にも弱点があり、水の上を移動できない。すべてのストリゴイと接触者は殺して焼却されなければならない。
一方、かつてのナチ将校アイヒホルストに率いられる集団はマスターと呼ぶ存在に仕え、ニューヨークでストリゴイを増やそうとする。永遠の命を求める億万長者パーマーはアイヒホルストに協力し、ハッカーのダッチを雇って街を混乱に陥れる。
日食の日、日光を嫌うストリゴイたちは街を襲う。ダッチと市の害虫駆除課員のフェットがエフの仲間に加わる。エフは息子ザックを救い出すが別居中の妻のケリーは感染してストリゴイとなる。家族と仲間の復讐を求めるガスは、マスターを裏切り者と呼び敵対するストリゴイの集団に雇われる。

### シーズン2のあらすじ
セトラキアンはマスターを殺す方法が書かれた古書オクシド・ルーメンを探し、ストリゴイの長老たちの助力で手に入れる。エフとノーラはストリゴイを殺す生物兵器を作るが、パーマーによって量産化を阻止される。怒ったエフはパーマーを狙撃しようとして失敗する。新種のストリゴイを率いるケリーは、ノーラを感染させ自殺に至らしめてザックを連れ去る。
マスターに敵対するストリゴイの長老たちは、ガスとヴァーンにパーマーを襲わせるが失敗し、ヴァーンは死にガスは逃げる。ヴァーンに代わり、半ストリゴイのクインランが長老たちの下でマスターを狙う。マスターは衰えた肉体を捨ててボリバルに転移し、アイヒホルストを失望させる。
ニューヨークでは市会議員のフェラルドがエフのグループと連携して市民を守る組織を作る。

### シーズン3のあらすじ
クインランはルーメンを餌にマスターをおびき寄せて斬首するが、マスターの魂は虫の中に入って生き延びる。世界中の大都市がストリゴイに席巻されつつある。フェラルドの奮闘にもかかわらず、ニューヨークから警官さえも集団で逃げだし、残されたフェラルドは死ぬ。ノーラを失い、ザックをケリーに奪われたエフはダッチと親密となり、二人はマスターとストリゴイの通信を妨害する装置を製作する。
パーマーはセトラキアンから白い血をもらって健康を取り戻し、セトラキアンに協力するがマスターに体を乗っ取られる。アイヒホルストは核兵器を使って長老たちを全滅させる。
ケリーはエフを襲って殺され、怒ったザックがニューヨークで二機目の核兵器を起動する。マスターはセトラキアンらに捕えられるが、核爆発に紛れて逃れる。

### シーズン4のあらすじ
核の冬により太陽光線が遮られ、ストリゴイが日中も跋扈するようになる。マスターとアイヒホルストは人類の協力者を組織化し、人類を家畜として管理する。エフの仲間たちは離散して身を隠し、レジスタンス活動を行う。ザックは転化されず、マスターによって育てられる。
フェットとクインランは核兵器を手に入れてマスターを殺す計画を立て、仲間たちが再び結集する。セトラキアンは自らを犠牲にしてアイヒホルストを殺す。仲間たちはトンネルにマスターを誘い込み核兵器で殺そうとする。クインランが倒れ、マスターはエフに転移するが、ザックが核兵器を起動して自分と共にマスターを殺す。
5年後、ガス、ローマン、フェット、ダッチは生き残り、ストリゴイは絶滅させられて人々は以前の生活を取り戻す。

## 登場人物

### メイン
- エフラム（エフ）・グッドウェザー
  - 演 - コリー・ストール、日本語吹替 - 咲野俊介
  - CDC所属の疫学者。別居中の妻ケリーと息子ザックの親権を争う。攻撃性があって、仕切りやで自己中心的な性格と自覚している。疫学者としてストリゴイ撲滅を図る。

- エイブラハム・セトラキアン
  - 演 - デイビッド・ブラッドリー、日本語吹替 - 堀勝之祐
  - 以前ナチスの収容所に囚われていたユダヤ人。のちに大学教授を経てニューヨークの骨董質屋店主となる。人生の大半をかけてマスターを追い、ストリゴイ撲滅を図ってきた。

- ノーラ・マルティネス
  - 演 - ミア・マエストロ、日本語吹替 - 樋口あかり
  - エフの部下で疫学者。エフとは不倫関係にある。平静さを失うことが多くCDC職員にあるまじき行動や発言が多い。

- ジム・ケント
  - 演 - ショーン・アスティン、日本語吹替 - 高木渉
  - エフの部下であり親友。ガンを患う妻を一番に思っている。

- ヴァシリー・フェット
  - 演 - ケヴィン・デュランド、日本語吹替 - 藤原啓治（シーズン1 - 2）→山野井仁（シーズン3 -）
  - ウクライナ出身の害獣駆除課員。父は著名な建築学者で、自身も建築物に詳しい。常識人。

- オーガスティン（ガス）・エリザルディ
  - 演 - ミゲル・ゴメス（英語版）
  - 保釈中のギャング。アイヒホルストに頼まれて空港からマスターを運び出す。その後はストリゴイと戦うようになる。

- エルドリッチ・パーマー / マスター
  - 演 - ジョナサン・ハイド、日本語吹替 - 大林隆介
  - 長らく健康を害していた老年の億万長者でストーンハート・グループを率いる。マスターに協力して自分の健康維持を図る。

- トマス・アイヒホルスト
  - 演 - リチャード・サメル、日本語吹替 - 広瀬彰勇
  - マスターに仕える知性を保ったストリゴイで元ナチス指揮官。

- ガブリエル・ボリバル
  - 演 - ジャック・ケシー（英語版）、日本語吹替 - 子安武人
  - ロック・ミュージシャン。航空機内で生存していた乗客。

- ケリー
  - 演 - ナタリー・ブラウン（英語版）、日本語吹替 - 冬馬由美
  - エフの妻、別居中。後に知性を保ったままストリゴイとなる。

- ザック
  - 演 - 幼 - ベン・ハイランド
  - 演 - 少年 - マックス・チャールズ
  - 喘息を患うケリーとエフの息子。母親の事となると急に性格が変わる。

- ダッチ・ヴェルダース
  - 演 - ルタ・ゲドミンタス（英語版）、日本語吹替 - 豊口めぐみ（シーズン1 - 2）→斎賀みつき（シーズン3 -）
  - すご腕のハッカー集団「自由の民」のメンバー。一時期パーマーに協力してニューヨークの治安を乱すが、後にはセトラキアンやエフのグループに加わってストリゴイと戦う。

- ジャスティン・フェラルド
  - 演 - サマンサ・マシス
  - ニューヨーク市市会議員。残った市民と警察を組織してストリゴイと戦う。

- クインラン
  - 演 - ルパート・ペンリー＝ジョーンズ
  - 古代ローマ帝国時代から生き、日光に耐えられる半ストリゴイ。マスターをつけ狙う。"ザ・ボーン"。

- エンジェル・グスマン・フルタード（銀の天使）
  - 演 - ホアキン・コシオ
  - 元ルチャ・リブレの覆面レスラー、現在はニューヨークのインド料理店従業員。

### リカーリング
- レジー・フィッツウィリアム
  - 演 - ロジャー・クロス
  - パーマーの右腕、父の代から彼に仕えている。

- エヴェレット・バーンズ
  - 演 - ダニエル・カッシュ
  - CDC長官。

- ユセフ・サルデュー
  - 演 - ロバート・マイエ
  - 19世紀の巨人症のポーランド貴族。白い金の握りに銀の刃を持つ仕込み杖、サルデューの杖の最初の持ち主。長らくマスターの肉体を提供する。

- イブ
  - クィンランおよびストリゴイの長老たちに協力する女性。

- ココ・マルシャン
  - パーマーの秘書。

- シャーロット
  - 演 - ローナ・ミトラ
  - フェットのガールフレンドとなり、仲間に加わる女

- ローマン
  - 演 - K. C. Collins
  - かつて核ミサイル基地に勤務していた陸軍大尉

## エピソード

### シーズン1 (2014)
| 通算 話数 | シーズン 話数 | タイトル                               | 監督                 | 脚本                                                   | 放送日        | 製作 番号 | U.S.視聴者数 (百万人) |
| --- | ------------- | -------------------------------------- | -------------------- | ------------------------------------------------------ | ------------- | --------- | --------------------- |
| 1 | 1             | "ナイト・ゼロ" "Night Zero"            | ギレルモ・デル・トロ | ギレルモ・デル・トロ & チャック・ホーガン              | 2014年7月13日 | XSN01001  | 2.99                  |
| ベルリン発の飛行機がニューヨークのJFK国際空港に着陸するが、管制塔からの交信に答えない。CDCの疫学者であるエフラム・グッドウェザー(エフ)博士が呼び出されて同僚で恋人のノーラ・マルティネス博士と共に機内に入る。210人の乗員・乗客のうち4人を除いてすべてが死亡し、奇妙な虫が見つかって伝染病が疑われる。生存者は何も記憶していない。質屋店主のエイブラハム・セトラキアンがエフに会い、遺体はすべて焼却されなければならないと言う。奇妙な棺が貨物の中に発見され、億万長者のエルドリッチ・パーマーに協力するアイヒホルストが、保釈中のガスを雇って密かに空港から運び出す。空港の職員が頭を潰されて死ぬ。 |               |                                        |                      |                                                        |               |           |                       |
| 2 | 2             | "消えた積み荷" "The Box"               | David Semel          | David Weddle & Bradley Thompson                        | 2014年7月20日 | XSN01002  | 2.12                  |
| ガスは棺を届けて逃げ帰る。4人の生存者は奇妙な症状を示すが、事故は一酸化中毒によるとの発表がなされて解放される。エフは抗議するが、上司のエヴェレット・バーンズ博士によって事件から外される。アイヒホルストは拘置された仇敵のセトラキアンを訪ねて嘲る。生存者のゲイブリエル・ボリバルは他人の首を噛む。同じく生存者の機長は隔離され変成し始める。死亡したはずの少女が家に帰り、喉から触手を出して父親を襲う。パーマーはアイヒホルストの立会いの下でマスターに面会する。エフは犠牲者たちと、彼らを解剖した検視官が行方不明となったことを知る。 |               |                                        |                      |                                                        |               |           |                       |
| 3 | 3             | "不吉な予兆" "Gone Smooth"             | David Semel          | チャック・ホーガン                                     | 2014年7月27日 | XSN01003  | 2.30                  |
| アイヒホルストの醜い真の姿が明らかになる。ジム・ケントはアイヒホルストに会い、重病の妻のために賄賂を受け取って棺の空港からの持ち出しを見逃したことが分かる。4人の生存者の状態は悪化しボリバルは生殖器を失う。釈放されたセトラキアンは、乗員乗客の死体は破壊されんければならないとノーラに語る。変成した機長は隔離室から逃げ出し血を求めて暴れ、エフに倒される。 |               |                                        |                      |                                                        |               |           |                       |
| 4 | 4             | "試される覚悟" "It's Not for Everyone" | キース・ゴードン     | Regina Corrado                                         | 2014年8月3日  | XSN01004  | 2.27                  |
| エフとノーラは機長の変成した死体を解剖する。ジムは賄賂を受け取って棺を空港から持ち出させたことを告白する。パーマーはハッカーのダッチを雇ってニューヨーク中の電話とインターネットを混乱させるよう図る。生存者のアンセルは変成するが妻子を殺すことは思いとどまり、犬を殺す。妻は隣人を夫に殺させる。エフとノーラは、死亡したはずの少女が帰って来たという父親の家を訪ね、変成した父娘に襲われるがセトラキアンが駆けつけ首を刎ねて殺す。 |               |                                        |                      |                                                        |               |           |                       |
| 5 | 5             | "ストリゴイ" "Runaways"                | ピーター・ウェラー   | Gennifer Hutchison                                     | 2014年8月10日 | XSN01005  | 2.03                  |
| 変成したボリバルは診察に来た泌尿器医を殺す。エフはセトラキアンとともに生存者のアンセル宅に行き、アンセルの妻が自殺を遂げているのを知る。セトラキアンは変成したアンセルと隣人を殺し、エフはそのビデオを撮る。セトラキアンは変成者をストリゴイと呼び、家に帰って愛する者を襲う傾向があるという。エフはビデオを上司の局長に見せるが理解されず、機長殺人の件で追われる羽目になり、ジムの助けで逃げる。ノーラはセトラキアンが変成者を殺すことに耐えられず、認知症の母の居る老人ホームを訪ねるが、そこでも変成者を目撃して逃げ出す。害獣駆除課員のヴァシーリ・フェットは下水道で変成者の集団を目撃し逃げ出す。フラッシュバックでは、セトラキアンがアイヒホルストの指揮するナチ収容所で巨大な棺を作らされ、変成者を目撃する。                 |               |                                        |                      |                                                        |               |           |                       |
| 6 | 6             | "皆既日食" "Occultation"               | ピーター・ウェラー   | Justin Britt-Gibson                                    | 2014年8月17日 | XSN01006  | 2.28                  |
| 電話とインターネットは繋がらなくなる。エフは妻の家を訪ね街を逃げ出すよう言うが、ボーイフレンドが通報しFBIに逮捕される。アイヒホルストはガスとジムに機長の遺体を死体安置所から回収させる。セトラキアンは航空機事故の死者の家を訪ねるがストリゴイの群れに襲われ、心臓発作を起こして逃げ出す。ノーラは母を連れてセトラキアンの店に身を寄せる。フェットが事務所に戻ると変成した同僚が襲うが、太陽光を浴びると肉体が崩れ落ちる。日食となって、ストリゴイは日中も感染者を広げる。混乱の中でエフは逃げ出す。ガスはストリゴイとなった検視官に襲われて殺すが、感染した仲間と共に逮捕される。エフはセトラキアンの店でノーラと再会する。 |               |                                        |                      |                                                        |               |           |                       |
| 7 | 7             | "才能への褒美" "For Services Rendered" | Charlotte Sieling    | David Weddle & Bradley Thompson                        | 2014年8月24日 | XSN01007  | 2.43                  |
| 生存者のジョーンはストリゴイに変成し、旅行から帰った夫を襲う。エフ、ノーラ、セトラキアンの3人はマスターを倒そうと、アイヒホルストに繋がるジムの家に行く。ジムの重病の妻は夫やエフの話を信じず、夫はエフの狂気じみた話に従っていると思い、治療のため街を離れる。エフらはジムを使ってグランド・セントラル駅にアイヒホルストをおびき出すが逃げられる。ジョーンのメイドのニーヴァはジョーンの子供たちを連れてジョーンの家に行くが、ジョーンらストリゴイたちに襲われる。別のストリゴイのグループに救われるが、感染したニーヴァの娘は殺される。フラッシュバックで、ナチ収容所にいたセトラキアンはアイヒホルストに見込まれて棺の彫刻をさせられる。                                                                                            |               |                                        |                      |                                                        |               |           |                       |
| 8 | 8             | "夜の攻防戦" "Creatures of the Night"  | ガイ・ファーランド   | チャック・ホーガン                                     | 2014年8月31日 | XSN01008  | 1.91                  |
| 日食が続く中、エフ、ノーラ、ジム、セトラキアンはストリゴイに効く紫外線灯を求めて販売店に押し入り、フェットと出会う。ストリゴイの集団に襲われてコンビニに立てこもり、インターネットと電話の停止をもたらしたハッカーのダッチと出会う。ストリゴイはマスターにコントロールされ、マスターを殺せば全滅するとセトラキアンは言う。ジムは感染し、エフとノーラの手術によって顔面から1匹の寄生虫を取り除き助かったかと思われたが、見えない場所で手の施しようもないほど増殖していた。ストリゴイになれば愛する者を襲うことになるため、変性するまえに殺されることを望むがエフは殺すことを拒み、フェットが撃ち殺す。ストリゴイが迫る中、一行はトラックで逃げ出す。                                                                                    |               |                                        |                      |                                                        |               |           |                       |
| 9 | 9             | "消えゆく者たち" "The Disappeared"     | Charlotte Sieling    | Regina Corrado                                         | 2014年9月7日  | XSN01009  | 1.87                  |
| 一行はエフの元の家に行き、息子のザックを変成した妻ケリーの恋人から救う。エフとノーラは残って死体を焼く。残る一行はセトラキアンの質店に行く。ダッチはパーマーに頼まれて通信網をダウンさせたことを告白する。護送中にガスの仲間は変成し、ガスは殺して逃走する。エフとノーラはケリーの友人のダイアナに出会ったあと、質店に行く。フラッシュバックで、セトラキアンはマスターを襲うが退けられ、指の骨を折られる。翌日、連合国が収容所を空襲したすきに、セトラキアンら囚人が逃げ出す。アイヒホルストは逃げて棺の置かれた地下室に行き、マスターに虫を寄生させられてストリゴイとなる。 |               |                                        |                      |                                                        |               |           |                       |
| 10 | 10            | "愛しき者" "Loved Ones"                | ジョン・ダール       | Gennifer Hutchison                                     | 2014年9月14日 | XSN01010  | 2.22                  |
| ザックが母ケリーの携帯の位置を突き止め、エフは乗り捨てられたケリーの車にたどり着く。フラッシュバックでケリーの昨夜からの行動が明らかになる。ケリーは変成した恋人に襲われて感染し、次第に変成し、親友とその息子を襲う。エフはケリーの跡を追って変成したことを知る。ダッチとフェットは通信網を復活させるためにパーマーのストーンハート・グループ本社に入る。二人は部下につかまり、パーマーはダッチに会って不老不死を追及していると話す。パーマーは二人を殺すよう命じるが、ボスを疑い始めた部下のフィッツウィリアムが二人を逃がす。ケリーはマスターに呼びかけられて地下道に入り、マスターに接見する。 |               |                                        |                      |                                                        |               |           |                       |
| 11 | 11            | "闇からの声" "The Third Rail"          | デラン・サラフィアン | Justin Britt-Gibson & チャック・ホーガン               | 2014年9月21日 | XSN01011  | 2.28                  |
| エフ、ノーラ、フェット、セトラキアンはマスターを殺すため、ザックとノーラの認知症の母を残して911テロ現場近くの地下に向かう。ガスは家に戻り、家族の変成を知る。ザックはノーラ母のタバコのために外出して店に入り、ストリゴイに襲われてガスに救われる。エフの仲間たちは地下に入って眠る多数のストリゴイを発見する。エフはケリーの声を聴いて仲間から離れ、マスターの棺を見つける。マスターはエフを殺そうとするが、仲間が手製の紫外線爆弾で救い出す。マスターは逃げ、おびただしいストリゴイを目にしたエフらは退却する。 |               |                                        |                      |                                                        |               |           |                       |
| 12 | 12            | "警告" "Last Rites"                    | ピーター・ウェラー   | カールトン・キューズ & David Weddle & Bradley Thompson | 2014年9月28日 | XSN01012  | 1.97                  |
| 一行は質店に戻る。ダッチが質店に来て、非常放送システムを使ってエフのストリゴイに関する警告を流す。ボリバルが店に侵入してノーラ母を感染させ、アイヒホルスト率いる多数のストリゴイも続く。ノーラは母を斬首し、一行は秘密の通路から逃げる。後には瓶の中で動くセトラキアンの妻の心臓が残される。ガスはギャングのアロンソ・クリームから武器を手に入れようとし、大量のストリゴイを運ぼうとしていることを知る。フードをかぶった謎の集団が現れてストリゴイを殺し、ガスを連れ去る。マスターは瀕死のパーマーの口の中に自らの血を垂らして命を繋ぐ。フラッシュバックで、1967年のセトラキアンが描かれる。セトラキアンはマスターを追いかけて罠に落ち、家に残した妻のミリアムは感染させられる。セトラキアンは妻を斬首して虫にまみれた心臓を保存する。 |               |                                        |                      |                                                        |               |           |                       |
| 13 | 13            | "マスター" "The Master"                | Phil Abraham         | カールトン・キューズ & チャック・ホーガン              | 2014年10月5日 | XSN01013  | 2.09                  |
| エフとフェットはボリバルの住む劇場を偵察し、地下でマスターの棺を見つける。パーマーは健康を取り戻しているが、虫に感染させられて永遠の命を得たわけではない事を知る。部下のフィッツウィリアムはパーマーの元を去る。パーマーとアイヒホルストはニューヨーク市全体を隔離しようとする健康福祉省長官を殺し、CDC長官のバーンズを脅して仲間にする。エフ、フェット、セトラキアン、ノーラ、ダッチ、そしてザックはマスターを殺すため劇場の地下に入る。マスターは日光にひるむが死なずに逃げ出す。家に立ち寄ったエフとザックは変成したケリーに出会う。ガスを助けたストリゴイは、マスターは盟約を破ったストリゴイの裏切り者であるといい、家族の友人の復讐を望むガスを雇う。                                                                            |               |                                        |                      |                                                        |               |           |                       |

### シーズン2 (2015)
| 通算 話数 | シーズン 話数 | タイトル                                       | 監督                                                        | Teleplay by                               | 放送日        | 製作 番号 | U.S.視聴者数 (百万人) |
| --- | ------------- | ---------------------------------------------- | ----------------------------------------------------------- | ----------------------------------------- | ------------- | --------- | --------------------- |
| 14 | 1             | "ブルックリン" "BK, NY"                        | Gregory Hoblit ギレルモ・デル・トロ (プロローグ)            | カールトン・キューズ & チャック・ホーガン | 2015年7月12日 | XSN02001  | 1.66                  |
| 1932年、若き日のセトラキアンは祖母からマスターの虫に感染したサルデュの伝説を聞かされる。現在のニューヨークで、セトラキアンはヴァーンに誘拐されてストリゴイの長老たちに会い、マスターを見つけたら報告すると約束する。セトラキアンは約束を仲間たちに秘密にする。仲間たちはセトラキアンの持ち物を回収しに倉庫に行く。隠れていた老夫婦が感染させられ、エフは夫婦を実験台にすることを考える。死にゆく体となったマスターはアイヒホルストに命じて盲目の子供たちを感染させ、感知者と呼ばれる新種のストリゴイを作り出し、ザックを探すケリーに率いさせる。 |               |                                                |                                                             |                                           |               |           |                       |
| 15 | 2             | "対抗策" "By Any Means"                        | TJ Scott                                                    | Bradley Thompson & David Weddle           | 2015年7月19日 | XSN02002  | 1.63                  |
| 市会議員のジャスティン・フェラルドがストリゴイに対抗する運動を指導する。セトラキアンはマスターを殺す手段を記すとされる古書オクシド・ルーメンを探し始める。セトラキアンはパーマーに会い、書を持たないことを確認する。1965年ウィーンのフラッシュバックで、セトラキアンは初めてパーマーに会い、サードゥの剣を手に入れる。パーマーはセトラキアンに書を探すよう依頼する。ケリーはザックの服を手に入れて感知者に渡し、息子を探すよう命じる。 |               |                                                |                                                             |                                           |               |           |                       |
| 16 | 3             | "抵抗の砦" "Fort Defiance"                     | ガイ・ファーランド                                          | Regina Corrado                            | 2015年7月26日 | XSN02003  | 1.47                  |
| ザックがケリーを求めるのを止めさせるため、エフは転換中の老夫婦をザックに見せる。パーマーはマーチャンドを新たな右腕とする。フェラルドはスタテン島はストリゴイから安全だと宣言する。セトラキアンは虫の体液を体内に取り込み、寿命を延ばすためだとノーラに告白する。ダッチはルームメイトのニッキの行方を探す。ガスとヴァーンはパーマーを誘拐しようとするが、パーマーが紫外線装置で反撃して失敗に終わり、ヴァーンは死にガスは逃げる。エフとノーラはストリゴイを殺す生物兵器を作り、実際のストリゴイで試す。 |               |                                                |                                                             |                                           |               |           |                       |
| 17 | 4             | "銀の天使" "The Silver Angel"                  | J. Miles Dale ギレルモ・デル・トロ (ルチャリブレのフィルム) | チャック・ホーガン                        | 2015年8月2日  | XSN02004  | 1.38                  |
| 冒頭で古いルチャ・リブレの映画が映され、"銀の天使"が活躍する。1966年のフラッシュバックで、セトラキアンはオクシド・ルーメンが修道院にあることを突き止めたとパーマーに言う。だが書は破壊されたと聞かされる。セトラキアンが席を外す間、アイヒホルストがパーマーと密談し、直後にパーマーはセトラキアンとの協力を打ち切る。現在、パーマーは世界中の経済界の指導者を集めた会合を開き、ストリゴイたちに殺させて、世界経済の崩壊を招く。ガスは現在レストランの皿洗いとなっている、子供のころのアイドルの"銀の天使"に会う。セトラキアンとダッチはスタテン島に行き、パーマーと戦うためにフィッツウィリアムの協力を求めるが断られる。エフとノーラは対ストリゴイの生物兵器を実験して成功し、マスターは感染したストリゴイに自殺させて感染の広がりを避ける。フェットはストリゴイを締め出すために地下鉄のトンネルを爆破するが、フェラルドの自警団につかまる。                                                                                             |               |                                                |                                                             |                                           |               |           |                       |
| 18 | 5             | "速やかな死" "Quick and Painless"              | J. Miles Dale                                               | Liz Phang                                 | 2015年8月9日  | XSN02005  | 1.26                  |
| エフは偽のIDを作ってワシントンに赴き、実験に成功した生物兵器のことを伝えようとする。ノーラとダッチはフェラルドのもとに行ってフェットを解放させ、代わりに感染者を見分ける方法を教示する。解放されたフェットとダッチは警官と共にストリゴイの占拠したビルに行き、自分たちの開発した武器を見せる。フィッツウィリアムはセトラキアンを訪れて、協力を申し出る。列車の中でエフはかつての上司のバーンズに出会い、警察を呼ぼうとしたバーンズを列車から投げ落として殺し、無事ワシントンに着く。私用ジェットに乗った見知らぬストリゴイがニュージャージーの空港に現れ、空港から抜け出す。 |               |                                                |                                                             |                                           |               |           |                       |
| 19 | 6             | "決意" "Identity"                              | ハワード・ドゥイッチ                                        | Justin Britt-Gibson                       | 2015年8月16日 | XSN02006  | 1.44                  |
| ワシントンでは、議会が疫病を止められない大統領を弾劾しようとしている。エフの旧友のブラッドリーが州軍と医薬品会社の幹部のリーに紹介する。ノーラとザックはケリー率いる感知者に襲われ、フェットら仲間を呼んで助かる。だがフィッツウィリアムは感染し、セトラキアンに斬首される。エフとリーは親しくなり、リーの会社はエフの生物兵器の量産化を急ぐ。だが二人がブラッドリーの家に来ると、ストーンハートの暗殺者がブラッドリーとリーを殺し、エフを傷つける。マスターがボリバルに転移したため、アイヒホルストは失望する。 |               |                                                |                                                             |                                           |               |           |                       |
| 20 | 7             | "ザ・ボーン" "The Born"                        | ハワード・ドゥイッチ                                        | チャック・ホーガン                        | 2015年8月23日 | XSN02007  | 0.95                  |
| フェットとダッチはダッチのアパートに戻ってルームメイトのニッキを見つけ、隠れ家に連れ帰る。フェットとセトラキアンはフィッツウィリアムの情報に基づいて感知者が育てられた場所を探し当てる。感知者が攻撃するが、クインランと名乗る見知らぬストリゴイが感知者を倒す。クインランはローマ時代の剣闘士であったことが分かる。三人はマスターの巣に行くが、フェットの仕掛けた爆発に紛れてマスターは逃げる。傷を負い、酔っぱらったエフはワシントンから戻る。エフはノーラに、パーマーがマスターを援助していると言い、パーマーを殺すと誓う。パーマーはエフの生物兵器の生産を止めさせる。ココはパーマーをベッドに誘う。 |               |                                                |                                                             |                                           |               |           |                       |
| 21 | 8             | "逃げられぬ定め" "Intruders"                   | Kevin Dowling                                               | David Weddle & Bradley Thompson           | 2015年8月30日 | XSN02008  | 1.36                  |
| ケリーは化粧で外見を整えてレッドフックに侵入する。エフはパーマーを殺すためにライフルを手に入れる。マクナマラ枢機卿はオクシド・ルーメンを欲するセトラキアンとパーマーを競わせる。アイヒホルストは枢機卿に迫り、持ち主を聞き出すために感染させる、そこにセトラキアンとフェットが来て、1966年のオーストリアの修道院での大虐殺の生存者フォネスクが持ち主であることを聞き出して枢機卿の命を絶つ。クインランがガスに会い、マスターを殺す手助けを求める。ケリーと感知者が隠れ家を見つけ、ザックを説得して中に入る。エフとノーラがケリーを追い払い、ザックは仮面の下のストリゴイの姿を見る。 |               |                                                |                                                             |                                           |               |           |                       |
| 22 | 9             | "レッドフックの戦い" "The Battle for Red Hook" | Kevin Dowling                                               | Regina Corrado                            | 2015年9月6日  | XSN02009  | 1.15                  |
| セトラキアンはストリゴイの再度の襲撃を予想する。ニッキとダッチはグループに戻ろうとしない。アイヒホルストとケリーは船でレッドフックに渡り、電源施設を襲って街中の紫外線灯を消す。おびただしい数のストリゴイがレッドフックに押し寄せ、市長は逃亡するがフェラルドは市民を鼓舞してレッドフックを守る。フェットとノーラが電源を復活させて紫外線を点灯し、ストリゴイの群れは壊滅する。セトラキアンは隠れ家に戻りエフと共にアイヒホルストと戦うがとり逃がす。翌朝、フェラルドは市民を前に勝利宣言を行う。 |               |                                                |                                                             |                                           |               |           |                       |
| 23 | 10            | "銃弾の行方" "The Assassin"                    | Phil Abraham                                                | Liz Phang                                 | 2015年9月13日 | XSN02010  | 1.30                  |
| エフとダッチはパーマーを狙撃するが誤ってココを撃ってしまい、逮捕される。パーマーはアイヒホルストを脅し、マスターが自分の血でココを回復させる。セトラキアン、フェット、ノーラはニューヨーク中のフォネスクという名の人物を探す。ダッチは拘置所から連れ出されてアイヒホルストに捕えられる。エフの居る拘置所をストリゴイの群れが襲い、フェットとノーラがエフを助け出す。セトラキアンは一人でオクシド・ルーメンを探し当てるが、何者かに殴られ本は奪われる。 |               |                                                |                                                             |                                           |               |           |                       |
| 24 | 11            | "閉ざされた世界" "Dead End"                    | Phil Abraham                                                | カールトン・キューズ & Regina Corrado     | 2015年9月20日 | XSN02011  | 1.42                  |
| 1930年代のドイツのフラッシュバックで、同僚のヘルガに魅かれる、成績の上がらないラジオのセールスマンのアイヒホルストが描かれる。アイヒホルストはナチの反ユダヤ運動に賛同し、ユダヤ人であると告白したヘルガは去る。4年後、アイヒホルストは親衛隊中尉となっている。ヘルガは逮捕され、アイヒホルストの元恋人だと主張する。アイヒホルストは、ヘルガが盗みを働いた、ただの同僚だと嘘をつく。ヘルガの死体が吊るされた広場では無関心を装うが、一人になると悲しみに震える。 現在、アイヒホルストはダッチを拷問し、血の味を良くしようとパイナップルを食べさせる。エフ、ノーラ、フェットはメイフィールド・ホテルのアイヒホルストの隠れ家を見つけ、ダッチの悲鳴を聞いて助け出すがアイヒホルストは逃げる。ガスと"銀の天使"は知り合いの家族をニューヨーク市から脱出させ、クインランの仲間のイブが出迎える。セトラキアンが目を覚ますとフォネスクによって捕えられている。フォネスクはルーメンをセトラキアンには売らず、クリームと言う男に売るため立ち去る。 |               |                                                |                                                             |                                           |               |           |                       |
| 25 | 12            | "失われた光" "Fallen Light"                    | ヴィンチェンゾ・ナタリ                                      | Bradley Thompson & David Weddle           | 2015年9月27日 | XSN02012  | 1.23                  |
| ジョージア州に住むザックの祖父母が連絡をよこす。ニッキは街を去る。ガスと"銀の天使"はガスの牢仲間を脱獄させてクインランの兵士とする。クリームはセトラキアンに、ルーメンがパーマーとセトラキアンの間で競売になると言う。クインランはセトラキアンに資金提供を約束するが、読んだあとルーメンを長老たちに渡すよう約束させる。クインランはセトラキアンが約束を守らなければ殺せとガスに命じる。アイヒホルストはマスターの体液供給なしではパーマーは死ぬと脅し、自分に競売に出ることを承知させる。フェラルドが富裕な市民から税を取り立てたために市長は激怒し告訴すると脅すが、直後に暗殺される。パーマーはフェラルドを支持し、ニューヨーク市議会はフェラルドを保安局長に任命する。フェラルドは、生物兵器の量産をエフとノーラに約束する。 |               |                                                |                                                             |                                           |               |           |                       |
| 26 | 13            | "夜行列車" "Night Train"                       | ヴィンチェンゾ・ナタリ                                      | カールトン・キューズ & チャック・ホーガン | 2015年10月4日 | XSN02013  | 1.17                  |
| アイヒホルストは新造した動物焼却場を検分する。パーマーが資金を凍結したためにセトラキアンが競売でアイヒホルストに勝ち、ルーメンを手に入れる。だがセトラキアンとフェットは帰る途中でアイヒホルスト率いるストリゴイの一団に襲われる。そこにクインランとガスと数人たちの一団が現れて戦う。セトラキアンは、ルーメンを使ってマスターを殺すとクインランを説得する。セトラキアン、フェット、クインラン、ガス、銀の天使はボートで逃げ出す。パーマーの裏切りに怒ったマスターはココを殺す。パーマーはココの心臓を取り出して保存する。エフ、ノーラ、ザックは夜行列車に乗ってザックの祖父母のもとに向かうが、隣にはフォネスクが座る。ストリゴイが列車を脱線させ、ケリーはノーラを感染させザックを連れて立ち去る。ノーラはエフの前で感電により自殺する。 |               |                                                |                                                             |                                           |               |           |                       |

### シーズン3 (2016)
| 通算 話数 | シーズン 話数 | タイトル                                  | 監督                   | Teleplay by                               | 放送日         | 製作 番号 | U.S.視聴者数 (百万人) |
| --- | ------------- | ----------------------------------------- | ---------------------- | ----------------------------------------- | -------------- | --------- | --------------------- |
| 27 | 1             | "無敵のニューヨーク" "New York Strong"    | J. Miles Dale          | カールトン・キューズ & チャック・ホーガン | 2016年8月28日  | XSN03001  | 1.35                  |
| ザックとノーラを失ったエフは自暴自棄となり酒におぼれている。フェラルドのために対ストリゴイの生物兵器を生産し続けるが、致命率が100%から75%に低下したと伝えられる。フェットとNavy SEALsはストリゴイの巣を襲うが待ち伏せされほぼ全滅する。セトラキアンはクインランに助けられてルーメンを翻訳する。ガスは転化した母親をアパートに捕え、自分の血を飲ませ続ける。ザックと暮らすケリーは、感知者を連れてエフのアパートに行き、ザックとルーメンの交換を申し出る。 |               |                                           |                        |                                           |                |           |                       |
| 28 | 2             | "白い血" "Bad White"                      | J. Miles Dale          | David Weddle & Bradley Thompson           | 2016年9月4日   | XSN03002  | 0.99                  |
| フェットはケイトという女と一夜を共にする。エフはセトラキアンとフェットの元に戻る。クインランはエフを疑う。パーマーの健康状態は悪化し、研究者たちにマスターの白い血を複製させようとするが失敗する。パーマーはセトラキアンに協力を求め、マスターを裏切ると申し出る。アイヒホルストは、パーマーにフェラルドを動かしてフリーダム・センターに人を集めようとする。ダッチは昔の仲間に見捨てられて去る。ザックは母親が人の血を吸うところを見て喘息の発作を起こし、マスターが白い血でザックを治療する。エフがルーメンを盗もうとしてクインランに見つかる。クインランはルーメンを使ってマスターをおびき寄せて殺し、ザックを取り戻そうと提案する。 |               |                                           |                        |                                           |                |           |                       |
| 29 | 3             | "宿命" "First Born"                       | Ken Girotti            | チャック・ホーガン                        | 2016年9月11日  | XSN03003  | 1.11                  |
| フラッシュバックで、古代ローマ時代に老婦人が捕えられたクインランを買う。老婦人はクインランを教育し、いずれマスターを殺して予言を成就させると言う。 クインランはエフに、自分を妊娠中だった母親がマスターによって感染させられたため自分は半ストリゴイになったと言い、マスターを殺せば自分も死ぬと言う。銀の天使はガスが転化した母親を飼っていることを知るが、警察が二人を捕えて対ストリゴイ作戦に強制徴用する。フェットとセトラキアンはルーメンを持ち出したクインランとエフを追う。エフはルーメンをザックと交換しようとするが、ケリーは感知者をザックに見せかけている。フェットとセトラキアンがやって来て転化したSEALSと戦う。クインランがマスターを斬首すると、大きな虫が死体から這い出て下水溝に逃げ出す。ルーメンは取り戻される。 |               |                                           |                        |                                           |                |           |                       |
| 30 | 4             | "消えた司令塔" "Gone But Not Forgotten"   | Ken Girotti            | Regina Corrado                            | 2016年9月18日  | XSN03004  | 0.99                  |
| フェラルドはTVレポーターから強制徴用のことを知らされる。マスターを殺した後にクインランが死ぬ予想が外れ、エフに治療される。長老たちは、マスターの魂は虫の中で生きているとクインランに伝える。セトラキアンとフェットはエフがルーメンを盗んだと知って怒る。ストリゴイたちの行動からは秩序が失われている。アイヒホルストは、フェラルドの基地内でストリゴイを自爆させて多数を感染させる。アイヒホルストに拷問された記憶から立ち直れないダッチは、エフとともに飲酒で紛らわす。夜、二人の前にマスターがまだ生きていると言うストリゴイが現れる。フェラルドはTVレポーターの逮捕を命じる。 |               |                                           |                        |                                           |                |           |                       |
| 31 | 5             | "狭間" "Madness"                          | デラン・サラフィアン   | Liz Phang                                 | 2016年9月25日  | XSN03005  | 0.88                  |
| フラッシュバックで、1972年のアムステルダムでセトラキアンは偽のルーメンを使ってアイヒホルストを誘い出そうとする。セトラキアンは知性を保つストリゴイとなった元ナチの医師を見つけ、四肢を切断し箱詰めにして海に捨てる。 世界中の多くの都市がストリゴイに席巻される。エフとダッチは生物兵器の実験のためにストリゴイを捕え、フェットはストリゴイにGPS発信器を取り付ける。セトラキアンとクインランは、マスターを追い求める者たちが陥りがちの狂気について話す。健康を害しつつあるパーマーの元を、アイヒホルストとその部下のサンジャイ・デサイが訪れ、アイヒホルストはエジプトから来るはずの船の寄港予定を気にする。エフはストリゴイがマイクロ波で通信していることを知るが、電波妨害には効果がない。フェットはセントラル・パークの下のストリゴイの巨大な巣と市の中心部に通じるトンネルを見つける。セトラキアンはルーメンの透かしから銀張りの石棺に閉じ込めればマスターを殺せることを読み取る。セトラキアンは白い血の代わりにマスターの新しい体と居場所を教えるようパーマーに持ち掛ける。 |               |                                           |                        |                                           |                |           |                       |
| 32 | 6             | "大きな賭け" "The Battle of Central Park" | デラン・サラフィアン   | Bradley Thompson & David Weddle           | 2016年10月2日  | XSN03006  | 0.80                  |
| セントラル・パーク下の巣を撲滅するため、フェラルドはフェットと警察の部隊を送り込む。フェットが一夜を過ごしたケイトが警部として部隊にいる。アイヒホルストとケリーは番犬代わりに感知者をザックに与え、ザックを別の場所に移す。ザックはエフにメッセージを残す。フェット、ケイト、ガスはストリゴイの巣を破壊するが、ストリゴイの大群が警察のチェックポイントを襲い、フェラルドは撤退を命じる。エフはザックがいた部屋を見つけ、現れたアイヒホルストはダッチに腕を切り落とされて逃げる。ストリゴイがセントラル・パークを席巻する。 |               |                                           |                        |                                           |                |           |                       |
| 33 | 7             | "エジプトからの船" "Collaborators"        | TJ Scott               | チャック・ホーガン & Glen Whitman         | 2016年10月9日  | XSN03007  | 0.82                  |
| フラッシュバックで、第二次大戦中にウクライナ兵だったフェットの祖父はナチスに捕えられてユダヤ人の処刑を強制される。 フェットとセトラキアンは銀を入手する途中にフェットの両親の家により、感染した二人が自殺したことを知る。フェットは、ナチスに協力した祖父が自殺したと語る。エフとダッチはストリゴイの通信を調べ、マスターの声だと思われる信号を見つける。クインランと共にJFK空港に行き、マスターを乗せてアメリカに来た飛行機のブラックボックスから声を抽出しようとする。弱ったパーマーはエジプトから来た船を調べるが、乗員は死に貨物は消えている。パーマーに調査を続けさせるため、セトラキアンは一服の白い血を与える。 |               |                                           |                        |                                           |                |           |                       |
| 34 | 8             | "追跡" "White Light"                      | TJ Scott               | Regina Corrado & Liz Phang                | 2016年10月16日 | XSN03008  | 0.85                  |
| アイヒホルストは人間の血液を抽出する工場を視察する。ガスの転化した母親が"銀の天使"を襲い、ガスは殺さざるを得ない。セトラキアンとフェットは工場の存在を知り、パーマーから北米だけで100以上が建設中だと聞き出す。ブラックボックスに録音されたマスターの声を聴いたダッチは昏倒する。エフが助け、二人は親密になる。クインランと長老達はアイヒホルストとストリゴイの群れに襲われる。クインランは逃げるが、アイヒホルストは核兵器を起動し長老たちを殺す。 |               |                                           |                        |                                           |                |           |                       |
| 35 | 9             | "崩れゆく街" "Do or Die"                  | ヴィンチェンゾ・ナタリ | David Weddle & Bradley Thompson           | 2016年10月23日 | XSN03009  | 0.94                  |
| フラッシュバックで、若きパーマーは私生児として富豪の父に会い、手切れ金を渡されて縁を切られる。30年後、その金を元手にパーマーは富豪となって父に会う。 現在、ニューヨーク警察は街を逃げ出し、フェラルド議員と数名の警官だけが残る。ダッチとエフはマスターの通信を妨害する装置を完成させる。フェラルドも"銀の天使"もストリゴイに襲われて死に、ガスだけが生き残る。ダッチとエフは装置をフェットとセトラキアンのもとに持ち込み、クインランも合流する。パーマーはエジプトからの船の積み荷を確保し、中身が2発の核兵器であり、アイヒホルストが既に一発を使ったことを知る。アイヒホルストはパーマーに呼ばれ罠にかかり傷つくが逃げ出す。 |               |                                           |                        |                                           |                |           |                       |
| 36 | 10            | "邪悪な心" "The Fall"                     | カールトン・キューズ   | カールトン・キューズ & チャック・ホーガン | 2016年10月30日 | XSN03010  | 0.89                  |
| パーマーとセトラキアンはマスターを捕えて銀に裏打ちされた棺に閉じ込める計画を練る。だがマスターはパーマーの体を乗っ取り、核兵器を取り戻し、アイヒホルストを癒す。アイヒホルストは核兵器を自由の女神像に隠し、起爆装置をケリーに渡す。エフとセトラキアンはマスターに乗っ取られたパーマーに会う。ダッチの通信妨害装置でパーマー/マスターは麻痺させられ、クインランが銀の棺に閉じ込める。一行は棺を海に沈めようと運ぶ。怪我をしたエフは残り、攻撃してきたケリーを殺す。母を殺されて怒ったザックは核兵器を起動し、爆発の衝撃でマスターは解放される。セトラキアンのグループは放射性物質を避けて地下に隠れる。アイヒホルストはザックを連れて去る。 |               |                                           |                        |                                           |                |           |                       |

### シーズン4 (2017)
| 通算 話数 | シーズン 話数 | タイトル                            | 監督           | Teleplay by                               | 放送日        | 製作 番号 | U.S.視聴者数 (百万人) |
| --- | ------------- | ----------------------------------- | -------------- | ----------------------------------------- | ------------- | --------- | --------------------- |
| 37 | 1             | "パートナーシップ" "The Worm Turns" | J. Miles Dale  | カールトン・キューズ & チャック・ホーガン | 2017年7月16日 | XSN04001  | 1.44                  |
| 核の冬により、ストリゴイは太陽光線を恐れずに外に出られるようになり、人類の協力者とともにパートナーシップという組織を作って人類を支配している。フィラデルフィアに隠れ住むエフはアレックス率いるレジスタンスを助ける。フェット、クインラン、フェットのガールフレンドのシャーロットは核兵器を探し、ミサイル基地に勤務した経験のあるローマンに会う。アイヒホルストの反対にもかかわらず、マスターはザックを手元に置く。 |               |                                     |                |                                           |               |           |                       |
| 38 | 2             | "血の取り決め" "The Blood Tax"      | J. Miles Dale  | Liz Phang                                 | 2017年7月23日 | XSN04002  | 0.91                  |
| 3か月前のフラッシュバックでダッチとセトラキアンはパートナーシップに捕らえられるが、その前にルーメンを隠す。 ダッチはデサイの運営する血液型B+の女性に出産させる施設に囚われ、逃亡しようとして見つかる。ガスはクリームと闇物資の流通の仕事をする。エフはレジスタンスに加わる。 |               |                                     |                |                                           |               |           |                       |
| 39 | 3             | "一撃" "One Shot"                   | Kevin Dowling  | Bradley Thompson &David Weddle            | 2017年7月30日 | XSN04003  | 0.86                  |
| フェット、シャーロット、クインランはローマンの案内でミサイル基地に来るが、起爆装置はストリゴイが持ち去っている。フィラデルフィアでは、エフがレジスタンスと協力して人間の血液を運ぶタンクに毒を入れ、飲んだ数千のストリゴイを殺す。マスターとアイヒホルストはエフの居場所を知る。ザックはメイドのアビーと親しくなり、改めてマスターに忠誠を誓う。エフは、ストリゴイが何らかの貨物を複数の都市に鉄道輸送させていることに気づく。 |               |                                     |                |                                           |               |           |                       |
| 40 | 4             | "赤ん坊の運命" "New Horizons"       | Kevin Dowling  | Mickey Fisher                             | 2017年8月6日  | XSN04004  | 1.17                  |
| アイヒホルストはデサイに妊娠期間の短縮を命じる。ダッチはデサイを襲って脱出し、人間の血液を抜き取る工場を見つける。ストリゴイがレジスタンスの隠れ家を襲い、エフとアレックスだけが生き延びる。エフはザックが核爆発を起こしたことを告白する。ガスとクリームはライバルの密売組織を全滅させる。 |               |                                     |                |                                           |               |           |                       |
| 41 | 5             | "窮地" "Belly of the Beast"         | Norberto Barba | Jeff Wadlow                               | 2017年8月13日 | XSN04005  | 0.93                  |
| ダッチは囚われて実験台にされるセトラキアンを救出する。フェット、シャーロット、クインラン、ローマンはパートナーシップの輸送隊を襲い起爆装置を入手する。エフとアレックスはパートナーシップのニューホライゾンが人間を家畜として飼う事業であると知る。 19世紀のロンドンのフラッシュバックで、病弱の弟をもつルイーザという女性がクインランに魅かれる。同じころマスターがロンドンに現れる。 |               |                                     |                |                                           |               |           |                       |
| 42 | 6             | "愛の形" "Tainted Love"             | Norberto Barba | Paul Keables                              | 2017年8月20日 | XSN04006  | 0.79                  |
| 19世紀のロンドンのフラッシュバックで、クインランがルイーザとその娘と共に暮らす。マスターがロンドンにいることを知りルイーザの懇願を無視して対決に向かう。だが命を捨てることを惜しんで取り逃がす。クインランは転化させられたルイーザ母娘を殺す。 ザックはアビーにボーイフレンドがいることを知って怒り、感知者に命じてアビーを転化させる。クインランはフェットが目的に集中できないことを恐れ、シャーロットをニューヨークに連れて行かないよう主張する。シャーロットはもともと同行する意図はなかったと答えるが、後にフェットに留まるよう請う。クインラン、フェット、ローマンは飛行機を手に入れて核兵器と共にニューヨークに発つ。飛行機を撃ち落とそうとするアイヒホルストを、シャーロットが狙撃する。 |               |                                     |                |                                           |               |           |                       |
| 43 | 7             | "ウロボロス" "Ouroboros"            | Thomas Carter  | Andy Iser                                 | 2017年8月27日 | XSN04007  | 0.89                  |
| クインラン、フェット、ローマンはニューヨークに核兵器を運び入れる。デサイは全ての橋とトンネルを破壊し、マンハッタンへの道を封鎖する。エフもアレックスとニューヨークに戻り、ルーメンを取り戻したセトラキアンとダッチに再会する。衰弱したセトラキアンのため、エフはガスとクリームから薬品を手に入れる。セトラキアンは白い血の作り方をエフに教える。クリームはセトラキアンらの居場所をマスターに売ろうとするが転化させられる。アイヒホルストとクリームがセトラキアンの隠れ家を襲う。アレックスは殺され、ガスはクリームを殺す。セトラキアンは大量の血液希釈剤を服用してから自分の血をアイヒホルストに吸わせて弱らせ、斬首する。 |               |                                     |                |                                           |               |           |                       |
| 44 | 8             | "意思" "Extraction"                 | Paco Cabezas   | Liz Phang                                 | 2017年9月3日  | XSN04008  | 1.01                  |
| エフとダッチは隠れ家に来てガスに会い、アイヒホルストが死んだこととセトラキアンが感染させられたことを知る。フェット、クインラン、ローマンは船で核兵器をマンハッタンに運び込み、隠れ家で仲間に合流する。セトラキアンは、マスターを手下から引き離せば無力化できると伝えた後、クインランに自らを斬首させる。核兵器を使うべきか意見が割れる。いずれにしてもマスターの居場所を知る必要があり、仲間たちは血液センターに侵入して囚人を開放し、デサイを捕える。マスターはザックに重大な任務を託す。エフはザックに再会する。 |               |                                     |                |                                           |               |           |                       |
| 45 | 9             | "裏切り者" "The Traitor"            | Jennifer Lynch | David Weddle & Bradley Thompson           | 2017年9月10日 | XSN04009  | 0.837                 |
| クインランは妻の血を吸うと脅して、デサイからマスターがエンパイア・ステート・ビルディングにいると聞き出す。エフはザックを隠れ家に連れてくるが、ザックがマスターに隠れ家を教えたことを知る。ザックは核兵器の場所を教えればエフの命を救うと言う。エフと仲間たちは核兵器をもってエンパイア・ステート・ビルディングに向かう。マスターが隠れ家を襲う。マスターはデサイと妻を殺す。クインランはビルに入って罠にはまったことを知り、仲間たちはストリゴイの群れに囲まれる。 |               |                                     |                |                                           |               |           |                       |
| 46 | 10            | "最後の死闘" "The Last Stand"       | J. Miles Dale  | カールトン・キューズ & チャック・ホーガン | 2017年9月17日 | XSN04010  | 1.00                  |
| ガスとローマンがストリゴイをくい止めて仲間たちは逃げ出し、クインランと合流する。フェットとクインランはマスターを誘い込みトンネル内で核兵器とともに自爆しようとする。マスターは配下のストリゴイに総攻撃を命じ、ザックを連れてエフの仲間のもとに来る。マスター、ザック、クインラン、エフは地下のトンネルに入り、残りの仲間は地上でストリゴイと戦う。マスターはクインランを倒す。ザックはマスターにエフを殺すよう命じられるが拒否してマスターを撃つ。傷ついたマスターはザックに転移しようとするがエフが妨害し、マスターはエフに転移する。ザックがトンネル内で核兵器を起動する。 5年後、世界に日光が戻り、制御を失ったストリゴイは絶滅させられ少数が保存される。ローマンは不動産開発業者となり、ガスは家を失った人々を助け、ダッチはインターネットを復活させようとし、フェットは害獣駆除員に戻っている。ある日、フェットとダッチは再会する。 |               |                                     |                |                                           |               |           |                       |